# Vielkerbige Mehlbeere
Die Vielkerbige Mehlbeere (Sorbus  multicrenata), auch als Vielkerbige Bastard-Mehlbeere bezeichnet, ist eine Pflanzen-Art, die zum Komplex der Bastard-Mehlbeeren (Sorbus latifolia agg.) gehört. Sie sind Laubbäume, die aus einer Hybridisierung der Gewöhnlichen Mehlbeere (Sorbus aria) mit der Elsbeere (Sorbus torminalis) hervorgegangen sind.

## Beschreibung
Die Vielkerbige Mehlbeere ist ein sommergrüner bzw. laubabwerfender Baum, der Wuchshöhen von 10 Metern erreicht. Die wechselständigen, elliptischen, gelappten und gleichmäßig gesägten Laubblätter sind 8 bis 9 cm lang und 7,5 bis 8 cm breit. Die Blattunterseite hat eine gelbfilzige Oberfläche.
Die zwittrigen, radiärsymmetrischen Blüten sind weiß und werden von Insekten bestäubt. Die Blütezeit reicht von Mai bis Juni. Die eiförmigen, apfelähnlichen Früchte sind braunorange und genießbar.

## Verbreitung
Die Vielkerbige Mehlbeere ist endemisch im Bundesland Thüringen. Sie wächst ausschließlich auf Muschelkalkböden am Südhang des Greifensteins in der Nähe von Bad Blankenburg innerhalb eines 100 km² großen Areals.